# Rewind - Visioni private
Rewind - Visioni private è un programma televisivo italiano prodotto da Rai Cultura, curato e presentato da Cinzia Tani.Va in onda nel palinsesto notturno di Rai 3 e, dal 2009, anche sul canale tematico Rai Storia.

## La trasmissione
La trasmissione vede la presenza di un ospite in studio del quale vengono raccontati i ricordi televisivi mediante una intervista condotta da Cinzia Tani e la riproposizione di alcuni frammenti di programmi del passato. In ciascuna puntata, dalla durata di mezz'ora, vengono così mostrati i momenti più belli della lunga storia della Rai a partire dal 1954 fino agli anni ‘90, grazie ai filmati tratti dal repertorio delle Rai Teche.